# Reg Armstrong
Reg Armstrong (Liverpool, 1 de septiembre de 1928-Brighton, 24 de noviembre de 1979) fue un piloto irlandés, que compitió en el Campeonato del Mundo de Motociclismo, desde 1949 hasta su muerte en 1956. Armstrong acabó en cinco ocasiones subcampeón del Mundo.

## Biografía
Aunque nació en Liverpool, creció y se crio en Dublín. Debutó en el mundo del motociclismo en 1946 cuando todavía era menor. Sus primeras carreras las realiza en Irlanda del Norte con una Norton Manx. Consigue un quinto en su segunda carrera, la Mid-Antrim 150 y ese mismo año intenta debutar en la Manx Grand Prix, pero su inscripción queda rechazada al ser menor de edad. Al año siguiente, ya de forma legal, llega a la cuarta posición de esta carrera en la categoría de 250cc.
En 1948, repite la cuarta posición aunque en la categoría Senior. Ese mismo año participa en la Cookstown 100 (haciendo la vuelta más rápida) y es invitado por la fabricante AJS para probar la Porcupine 500, moto que el irlandés pilotará en el conducirá en el año de debut del Mundial. Precisamente en esa edición, acaba subcampeón en la cilindrada de 350cc por detrás de Freddie Frith con su Velocette. En 1950 ficha a Velocette y acaba quinto en la general de 350cc.
En 1951, vuelve a correr con AJS, pero con escasos resultados. En el siguiente año ficha por Norton y consigue uno de sus mejores resultados con un subcampeonato en la general de 350cc por detrás de Geoff Duke (con una victoria y cinco podios) y tercer en 500, categoría con la que consigue la victoria en el GP de Alemania y el mítico Tourist Trophy.
En 1953, repite subcampeonato en 500 y 250cc. En la categoría reina, a bordo de una Gilera, volvió a quedar por detrás del ahora su compañero de equipo Geoff Duke mientras que en el cuarto de litro, lo hace por detrás del alemán Werner Haas, también en esta caso compañero de equipo en NSU. Esta temporada el irlandés es autor de 9 podios y dos victorias.
También en los tres últimos años de su carrera, sigue a un alto nivel: quinto en la general de 500cc en 1954, vuelve a ser subcampeón por detrás de Duke en la general de 500cc en 1955. En 1956, volvería a ser quinto en la general del medio litro y allí consigue la que sería su última victoria de su carrera en el Gran Premio de Alemania.
En 1962, es director de equipo en Honda, colaboración que durará un par de temporadas durante las cuales la casa japonesa ganará 5 títulos mundiales. Alejándose del mundo de las dos ruedas, comenzó una corta carrera en el automovilismo, pero con poco éxito.
En noviembre de 1979 (a la edad de 51 años), Armstrong moriria en una accidente de tránsito mientras volvía a su casa de Ashford. Su cuerpo yace enterrado en el cementerio de la iglesia de San Patricio en Enniskerry.

## Resultados en el Campeonato del Mundo
Sistema de puntuación en 1949:
| Posición | 1.º | 2.º | 3.º | 4.º | 5.º | Vuelta rápida |
| Puntos   | 10  | 8   | 7   | 6   | 5   | 1             |

Sistema de puntuación desde 1950 hasta 1968:
| Posición | 1.º | 2.º | 3.º | 4.º | 5.º | 6.º |
| Puntos   | 8   | 6   | 4   | 3   | 2   | 1   |

### Carreras por año
(Carreras en negrita indica pole position, carreras en cursiva indica vuelta rápida)
| Año  | Cat.  | Moto      | 1       | 2     | 3       | 4       | 5       | 6       | 7     | 8     | 9     | Pts.    | Pos. |
| ---- | ----- | --------- | ------- | ----- | ------- | ------- | ------- | ------- | ----- | ----- | ----- | ------- | ---- |
| 1949 | 350cc | AJS       | IOM 5   | SUI 4 | NED 8   | BEL 6   | ULS 3   |         |       |       |       | 18      | 2.º  |
| 1949 | 500cc | AJS       | IOM 7   | SUI - | NED -   | BEL -   | ULS -   | NAT 6   |       |       |       | 0       | –    |
| 1950 | 350cc | Velocette | IOM 64  | BEL - | NED 5   | SUI 4   | ULS 2   | NAT 7   |       |       |       | 11      | 5.º  |
| 1950 | 500cc | Velocette | IOM 6   | BEL 8 | NED -   | SUI 8   | ULS -   | NAT Ret |       |       |       | 1       | 16.º |
| 1951 | 350cc | Norton    | ESP -   | SUI 3 | IOM 23  | BEL -   | NED -   | FRA 5   | ULS 4 | NAT 5 |       | 11      | 7.º  |
| 1951 | 500cc | Norton    | ESP -   | SUI 2 | IOM Ret | BEL 4   | NED -   | FRA -   | ULS - | NAT - |       | 9       | 6.º  |
| 1952 | 350cc | Norton    | SUI 3   | IOM 2 | NED 4   | BEL 3   | RFA 1   | ULS 2   | NAT - |       |       | 24      | 2.º  |
| 1952 | 500cc | Norton    | SUI -   | IOM 1 | NED 4   | BEL -   | RFA 1   | ULS -   | NAT 6 | ESP 5 |       | 22      | 3.º  |
| 1953 | 125cc | NSU       | IOM -   | NED - |         | RFA -   | FRA -   | ULS 3   |       | NAT - | ESP - | 4       | 9.º  |
| 1953 | 250cc | NSU       | IOM -   | NED 3 |         | RFA -   |         | ULS 1   | SUI 1 | NAT 4 | ESP - | 23      | 2.º  |
| 1953 | 500cc | Gilera    | IOM 3   | NED 2 | BEL 3   |         | FRA 2   | ULS 4   | SUI 3 | NAT 4 | ESP - | 24 (30) | 2.º  |
| 1954 | 250cc | NSU       | FRA -   | IOM 3 | ULS -   |         | NED -   | RFA -   | SUI - | NAT - |       | 4       | 9.º  |
| 1954 | 500cc | Gilera    | FRA Ret | IOM 4 |         | BEL Ret | NED Ret | RFA 3   | SUI 3 | NAT 5 | ESP - | 13      | 5.º  |
| 1955 | 500cc | Gilera    | ESP 1   | FRA 3 | IOM 2   | RFA Ret | BEL Ret | NED 2   | ULS - | NAT 2 |       | 30      | 2.º  |
| 1956 | 500cc | Gilera    | IOM -   | NED - | BEL Ret | RFA 1   | ULS Ret | NAT 4   |       |       |       | 11      | 5.º  |